# Kicsinyítő szó
A jelentéstanban és a pragmatikában a kicsinyítő szó terminus olyan más szóból származó szót nevez meg, amely elvben, attól függően, hogy mely szófajhoz tartozik az utóbbi, kisebbségét vagy csökkentebb jellegét fejezi ki annak, amit ez kifejez.
A kicsinyítő szó szófaja ugyanaz, mint azé, amelyből származik. Azok a szófajok, amelyekben alakulnak kicsinyítő szavak, valamint mennyiségük ezeken belül nyelvtől függő. Például a magyar nyelvben vannak ilyen főnevek, melléknevek, határozószók és igék, viszont például a román nyelvben nincsenek kicsinyítő igék. Az is az egyes nyelvek jellegzetessége, hogy milyen mennyiségben vannak kicsinyítő szavai. Például a francia nyelvben kevesebb van, mint egyéb nyelvekben, még a többi újlatin nyelvekhez is viszonyítva.
A kicsinyítő szavak gyakorisága nyelvváltozattól is függ. Gyakoribbak a népi és a fesztelen (bizalmas) regiszterben, valamint az ún. dajkanyelvben, mint egyéb nyelvváltozatokban.

## A kicsinyítő szavak alakítása
Ezek a szavak általában szóképzéssel keletkeznek, elsősorban utóképzőkkel, amelyek mennyisége nyelvtől függő. Egyesek több szófaj keretében képeznek szavakat. Bizonyos szavakat egyik vagy másik képzővel is lehet alkotni, valamint előfordulnak egyszerre két kicsinyítő képzővel alkotott szavak is.
A magyarban viszonylag sok kicsinyítő képző alkot főneveket, de nem mindegyik termékeny a mai nyelvben. Termékeny például a -cska/-cske/-acska/-ecske/-ocska/-öcske képző, amely az alapszó lerövidítése nélkül alkalmazott, pl. almácska, tükröcske, terítőcske, könyvecske. Kiefer 2006 szerint termékeny a -ka/-ke képző is, pl. madárka, egérke.
Egyéb képzők az ún. rövidítéses továbbképzésben vesznek részt. Ezek közül Kiefer 2006 szerint csak az -i termékeny: meki (< McDonalds), buri (< burgonya), csoki, diri, ovi, nari, pari, ubi. Cs. Nagy 2007 szerint termékenyek az alábbiak is:
-csi: pulcsi, mamcsi;
-ci: foci, poci;
-si: jogsi.
Utónevek esetében több képző is használt (a példákban fettelten). Ezek pontosabban becézőnév-képzők, pl. Peti, Ferkó, Terka, Pircsi, Jenci. Ezek közül a legtermékenyebb az -i képző: Ági, Andi, Csabi, Viki, Zsombi stb.
Példák egyéb nyelvekben:
(angolul) booklet ’könyvecske’, kitty ’cica’, doggie ’kutyus’;
(franciául) courette ’udvarocska’, garçonnet ’fiúcska’;
(románul) bucățică ’darabka’, pantofior ’cipőcske’, mieluț vagy mielușel (két képzős) ’bárányka’;
(BHMSz) prozorčić ’ablakocska’, prstenak ’gyűrűcske’, crkvica ’templomocska’, klupčica ’padocska’.
A kicsinyítő melléknév kifejezheti a jelölt tulajdonság csökkent fokát:
(magyarul) nagyocska, kicsike, rövidke;
(franciául) aigrelet ’savanykás’, pâlot (< pâle ’sápadt’);
(románul) ușurel ’könnyed’, frumușică ’szépecske’, grăsuț ’kövérke’;
(BHMSz) plavičast ’kékes’, slabačak ’gyöngécske’.
A kicsinyített igék a cselekvés intenzitásának csökkent jellegét jelzik:
(magyarul) olvasgat, ugrándozik, sírdogál, zöngicsél;
(BHMSz) zviždukati ’fütyörészik’, šepesati ’sántikál’, vozikati ’(kocsit) vezetget’, pajkiti ’alukál’, treskati (< tresati ’reszket’), pjevuckati ’dúdolgat’.
(franciául) sautiller ’ugrál’, chantonner ’dúdolgat’, toussoter ’köhécsel’, mâchouiller ’rágcsál’.
Egyes nyelvekben előfordulnak kicsinyített határozószók is, de ritkán:
(magyarul) lassacskán;
(románul) binișor (< bine ’jól’), repejor (< repede ’gyorsan’).
Még ritkábbak a kicsinyített névmások:
(magyarul) magácska;
(románul) mătăluță (bizalmas) ’maga’.
Ritkább az előképzővel való kicsinyítés. Megvan a BHMSz-ben igék esetében a po- előképzővel, pl. popjevati ’énekelget’, poigrati se ’játszik egy kicsit’.
Vannak kicsinyítő szóösszetételi előtagok is. Ilyen például a nemzetközi mini-:
(magyarul) miniszoknya;
(angolul) mini-vac ’kicsi porszívó;
(franciául) minijupe ’miniszoknya’;
(románul) minifustă ’miniszoknya’;
(BHMSz) minibus ’minibusz’.
Vannak ugyancsak nemzetközi, tudományos szakszavakban használt kicsinyítő előtagok is:
(magyarul) hipofunkció (valamely szerv elégtelen működése), mikrohullám;
(angolul) hypothermia ’hipotermia’, microorganism ’mikroorganizmus’;
(franciául) hypotension ’alacsony vérnyomás’, microonde ’mikrohullám’;
(románul) hipotensiune ’alacsony vérnyomás’, microbuz ’minibusz’;
(BHMSz) mikroorganizam ’mikroorganizmus’.

## Kicsinyítő szavak a kicsiség és a csökkent jelleg kifejezésén túl

### Szinkrón nézetben
A nyelv aktuális (szinkrón) állapotában a kicsinyítő szavak többsége kicsiség vagy csökkent jelleg kifejezésén kívül bizonyos kontextusokban becéző is lehet. Példák:
(magyarul) lovacska, arcocska;
(angolul) kitty ’cicus’, doggie ’kutyus’;
(franciául) sœurette ’nővérke, húgocska’, frérot ’bátyó, öcsike’;
(románul) fetiță ’lányocska’, bălăior ’szőkécske’;
(BHMSz) mačkica ’cicus’, seoce ’falucska’.
Másrészt egyes kicsinyítő szavak becézők lehetnek anélkül, hogy beleértenék a denotátum kicsiségét, például a fentiek közül a felnőtt lényekre használt (magyarul) lovacska, (franciául) sœurette, frérot, (angolul) kitty, doggie. Ez a jelenség különösen nyilvánvaló a felnőttekre használt utónevek esetében:
(magyarul) Dorka, Samu;
(angolul) Billie (< William);
(franciául) Jeannette (< Jeanne), Louison (< Louise);
(románul) Măriuța (< Maria), Ionică (< Ion);
(BHMSz) Jelica (< Jelena), Ivica (< Ivan).
Bizonyos kontextusokban gúnyosan, lenézően vagy pejoratív jelentéssel használnak kicsinyítő szavakat:
(magyarul) vaksi;
(franciául) amourette ’szerelmecske’, laideron (főnév) ’csúnya (fiatal nő)’;
(románul) profesoraș ’tanárocska’, cărțulie ’könyvecske’, mititelul ’a kicsike’;
(BHMSz) činovničić ’hivatalnokocska’, direktorčić ’igazgatócska’.
A fenti használatokon kívül egyes kontextusokban semleges módon használnak kicsinyített szavakat, például egyes utónevek anyakönyvezhető becéző változatait is alapváltozatukon kívül.
Egyes sztenderd szavaknak vannak olyan kicsinyített változataik, amelyeket csak nem sztenderd nyelvváltozatokban használnak. Egyesek előbb a dajkanyelvben jelennek meg, majd bekerülnek a fesztelen (bizalmas) nyelvi regiszterbe, másokat már eleve ebben a regiszterben használnak felnőttek között. Ezek a szavak is használatosak kicsinyítő jelentés nélkül is. Példák:
(magyarul) csoki, pulcsi, köszi;
(angolul) kitty ’cica’, doggie ’kutyus’.

### Diakrón nézetben
A kicsinyítő jelentés kihalása diakrón jelenség is, azaz a nyelvtörténet során is megnyilvánul, amikor kicsinyítő képzőkkel alkotott szavak részben vagy teljesen elveszítik az alapszó jelentését, bár a szó maga megmarad, vagy amikor az alapszó kihal vagy kihalófélben van, és a képzett szó helyettesíti. A magyarban példa erre a mozi főnév, amely helyettesíti alapszavát, a mozgóképszínház szót.
A franciában kicsinyítő képzővel alkotott szavak pl. bracelet ’karperec’ (< bras ’kar’) és manchot ’félkezű’ (< ófrancia manc ’nyomorék’).
A románban növénynevek például a színét jelölő melléknév kicsinyítésével képzett albăstriță ’búzavirág’ (szó szerint ’kékecske’), vagy a metafora útján, kicsinyített főnévvel elnevezett lăcrămioară ’gyöngyvirág’ (szó szerint ’könnyecske’).

## Kapcsolódó szócikk
- Becéző szó